# Fountain County
Fountain County is een county in de Amerikaanse staat Indiana.
De county heeft een landoppervlakte van 1.025 km² en telt 17.954 inwoners (volkstelling 2000). De hoofdplaats is Covington.